# RE Mouscron

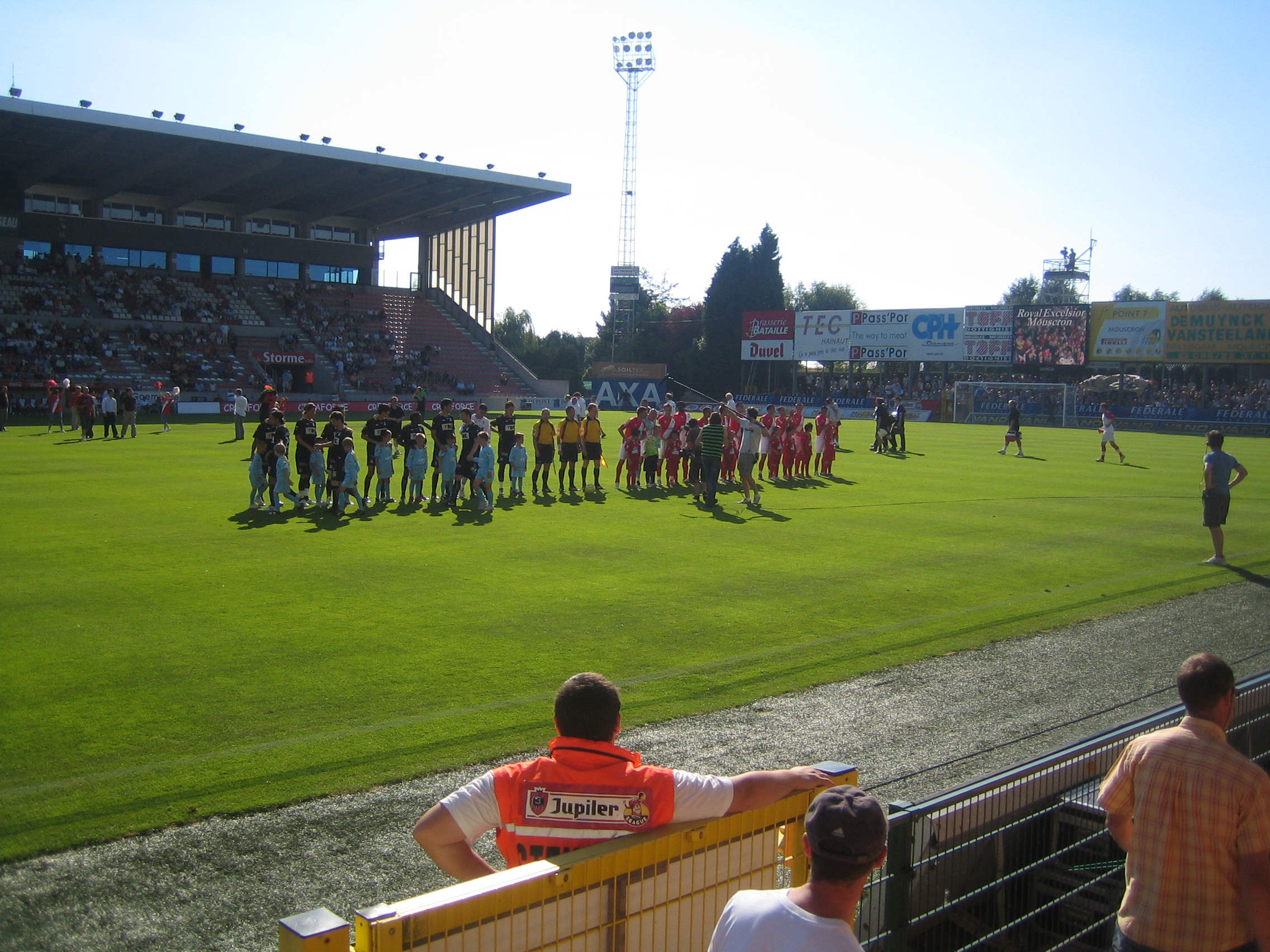
Zápas RE Mouscron proti KAA Gent v roce 2007

RE Mouscron (celým názvem Royal Excelsior Mouscron) byl belgický fotbalový klub z města Mouscron. Založen byl roku 1964 sloučením Stade Mouscron a A.R.A. Mouscron, a zanikl roku 2009. Domácím hřištěm byl Stade Le Canonnier s kapacitou 11 300 míst.
V březnu 2010 se zformoval nový klub s názvem Royal Mouscron-Péruwelz (sloučením zkrachovalého RE Mouscron a blízkého klubu RRC Peruwelz), který byl zařazen do belgické čtvrté ligy.

## Úspěchy
- Belgický fotbalový pohár - 2× finalista (2001/02, 2005/06)

## Výsledky v evropských pohárech
| Soutěže    | Účasti | Zápasy | Výhry | Remízy | Prohry | Vstřelené góly | Obdržené góly |
| ---------- | ------ | ------ | ----- | ------ | ------ | -------------- | ------------- |
| Pohár UEFA | 2      | 8      | 2     | 3      | 3      | 11             | 15            |

| Sezóna  | Soutěž     | Kolo        | Soupeř                | Doma | Venku | Celkem | Postup  |
| ------- | ---------- | ----------- | --------------------- | ---- | ----- | ------ | ------- |
| 1997/98 | Pohár UEFA | 2. předkolo | Apollon Limassol      | 3:0  | 0:0   | 3:0    | postup  |
| 1997/98 | Pohár UEFA | 1. kolo     | FC Metz               | 0:2  | 1:4   | 1:6    | vyřazen |
| 2002/03 | Pohár UEFA | Předkolo    | Íþróttafélagið Fylkir | 3:1  | 1:1   | 4:2    | postup  |
| 2002/03 | Pohár UEFA | 1. kolo     | SK Slavia Praha       | 2:2  | 1:5   | 3:7    | vyřazen |

## Trenéři
- 1990–1995 : André Van Maldeghem
- 1995–1996 : Georges Leekens
- 1996–1997 : Georges Leekens, Gil Vandenbrouck
- 1997–2002 : Hugo Broos
- 2002–2003 : Lorenzo Staelens
- 2003–2004 : Georges Leekens
- 2004–2005 : Philippe Saint-Jean, Geert Broeckaert
- 2005–2006 : Geert Broeckaert, Paul Put, Gil Vandenbrouck
- 2006–2007 : Gil Vandenbrouck
- 2007–12/2008 : Marc Brys
- 12/2007–06/2009: Enzo Scifo

## Známí hráči
- Geoffrey Claeys
- Franky Vandendriessche
- Marcin Żewłakow